# Spiegeltalgraben
Der Spiegeltalgraben ist ein über acht Kilometer langer rechter Nebenfluss der Innerste im Oberharz, dessen Quellbäche an der Schalke und dem Kahlen Berg entspringen und der in Wildemann in die Innerste mündet. Er durchfließt zahlreiche Stauteiche und ist Bestandteil des Oberharzer Wasserregals. Der Name des in Wildemann mündenden Grumbachs wird nach anderen Quellen für den Unterlauf bis zur Innerste verwendet. Entsprechend sind beide Bezeichnungen für den Hauptfluss üblich. Der Artikel gibt die amtliche Darstellung der Gewässerbezeichnungen wieder, die von den historischen Zuordnungen abweicht.

## Verlauf
Als Quelle wird im Gütebericht für die Innerste sowie im Wasserkörperdatenblatt der Zusammenfluss mehrerer Bäche von der Schalke und Kahler Berg auf einer Höhe von etwa 655 m ü. NHN angegeben. Ab hier wird das Gewässer in den amtlichen Karten unter dem Namen Harteweger Graben mit der gleichen Gewässerkennzahl geführt, der zu dem an der Westseite des Kahlen Bergs gelegenen Oberen Kellerhalsteich und nachfolgend zum Großen Kellerhalsteich fließt. In den Karten wird dieser Graben auf einer Höhe von 555 m parallel zum Spiegelbach, dem Abfluss des Unteren Kellerhalsteich, bis zum Oberen Spiegeltaler Teich geführt und passiert diesen an der Südseite.
Unterhalb des Oberen Spiegeltaler Teichs vereinigen sich Spiegelbach und Harteweger Graben zum Spiegeltalgraben im namensgebenden Spiegeltal bzw. nach historischer Schreibweise Spiegelthal. Das Gewässer unterliegt ab hier der Überwachung gemäß der EU-Wasserrahmenrichtlinie, während im Gebiet des Oberharzer Wasserregals die Regeln der Denkmalpflege gelten. Er knickt nach Norden zum Spiegelthaler Zechenhaus ab und strebt dem Tal folgend nach Westen Richtung Wildemann. An der Georgenhöhe nimmt er von rechts den Grumbach auf und etwas später von links den Spiegelbach Zulauf. Im Ort erreicht er die Innerste auf einer Höhe von etwa 350 m.

## Gewässerqualität
Gemäß dem von dem überwachenden Landesamt NLWKN erstellten Wasserkörperdatenblatt mit Stand 2015 wird die chemische Beschaffenheit wegen des vorhandenen Quecksilbers als „schlecht“ und die ökologische Beschaffenheit als „mäßig“, dagegen werden der Sauerstoffhaushalt und das Fischvorkommen als „sehr gut“ bewertet.